# Vámonos con Pancho Villa
Vámonos con Pancho Villa es una película mexicana de drama revolucionario realizada en 1935 y estrenada el 31 de diciembre de 1936, dirigida por Fernando de Fuentes, el director más influyente del período antes de la Época de Oro del cine mexicano. Esta la última película de su trilogía sobre la Revolución mexicana, que incluye también a El compadre Mendoza (1933) y El prisionero trece (1933). La película es considerada por muchos como un clásico y una obra maestra del Cine Mexicano. Basada en la novela Vámonos con Pancho Villa (1931) de Rafael F. Muñoz, narra la trágica historia de un grupo de revolucionarios ficticios “Los Leones de San Pablo” que se unen a las fuerzas de Pancho Villa durante la revolución mexicana. Los temas tratados incluyen el desencanto con la revolución, la desmitificación de Pancho Villa, y la crítica de la guerra en general.

## Sinopsis
Vámonos con Pancho Villa toma lugar en el Norte de México durante la fase armada de la Revolución (1910 hasta 1923). Se basa en la lucha revolucionaria de la División del Norte, comandada por el general Doroteo Arango, conocido como Francisco “Pancho” Villa.
La película comienza con un preámbulo que prepara el marco para la historia que sigue.
«Esta película es un homenaje a la lealtad y el valor que Francisco Villa, el desconcertante rebelde mexicano, supo infundir en los guerrilleros que le siguieron. De la crueldad de algunas de sus escenas no debe culparse ni a un bando ni a un pueblo, pues recuerda una época trágica que lo mismo ensangrentó las montañas de México que los campos de Flandes y los valles pacíficos de Francia. Año de 1914.»
Empieza la historia en 1914 en un pueblo ficticio: San Pablo. Sigue a seis amigos campesinos: Tiburcio Maya (Antonio R. Frausto), Miguel Ángel del Toro “Becerillo” (Ramón Vallarino), Melitón Botello (Manuel Tamés), Rodrigo Perea (Carlos López “Chaflán”), Máximo Perea (Raúl de Anda), y Martín Espinosa (Rafael F. Muñoz), llamados los “Leones de San Pablo”. Los Leones deciden unirse a la División del Norte y su líder, Pancho Villa (Domingo Soler). Al principio, los Leones prometen lealtad a su jefe y se llenan de orgullo por la causa revolucionaria y con buena razón; Villa se representa como un líder del pueblo, un hombre común. Escenas de generosidad por parte de Villa reafirman el compromiso de los Leones a la bola.
Sin embargo, el tono de la película cambia dramáticamente cuando las fuerzas de Villa empiezan a sufrir una derrota tras otra en el campo de batalla. Se revela, a través de las experiencias de los Leones, que la vida de un soldado de la revolución es más una vida de sufrimiento y privación que una vida de honor y orgullo. Uno tras uno, los Leones de San Pablo pierden sus vidas luchando para un Pancho Villa que trata a sus soldados como animales o aún peor. El primero muere de un balazo en la espalda saludando a Villa después de mostrar su heroísmo robando una ametralladora del Ejército Federal. El segundo y el tercero mueren durante el ataque a la Fortaleza de Torreón, lanzando granadas y rescatando a los otros Leones capturados por el enemigo.
Después de la victoria en Torreón, los Leones restantes son honrados como los Dorados de Villa, la posición más alta de la División del Norte. En una celebración en una cantina, 10 hombres están sentados alrededor de una mesa cuando entran y se sientan los tres Leones. Un soldado asegura que sentar 13 hombres alrededor de una mesa da mala suerte, y entonces deciden reunirse a medianoche para tirar una pistola cargada. El principio del ejercicio es que el hombre que muere por el balazo al azar es el cobarde que lo merecía. Uno de los Leones lo recibe en la panza y con la declaración de “Ahora verán cómo muere un León de San Pablo,” se suicida. Los dos Leones que quedan se preparaban para ir a la batalla de Zacatecas con la División del Norte cuando uno, Becerillo, se pone enfermo. Villa, temiendo que el muchacho haya enfermado de viruela, ordena al último León, Tiburcio, que lo queme vivo para proteger a la bola. Tiburcio obedece la orden pero da muerte a Becerillo antes de quemarlo; mostrando así una humanidad que ya no existe en el General Villa. Después de ese acto tan desagradable, Villa informa a Tiburcio que la guerra se acabó para él, que ya no es bienvenido en la bola. Posiblemente infectado con la viruela, Tiburcio regresa a San Pablo solitario, derrotado y desilusionado.

## Producción
La compañía Cinematográfica Latino Americana, S.A. financió la producción de Vámonos con Pancho Villa Un gran subsidio del gobierno de Lázaro Cárdenas permitió la construcción de nuevos estudios de última generación con toda la tecnología de los estudios más grandes de Hollywood, incluso cámaras “Mitchell”, equipaje de sincronización, y un laboratorio de corrección gamma. ¡Vámonos! fue la primera película mexicana que usaba estas tecnologías. El gobierno también suministró todo lo necesario para las escenas militares como caballos, armas, un regimiento de soldados verdaderos, y un tren militar.
Aunque al director se le dio mucha libertad, el gobierno de Cárdenas subvencionó Vámonos con Pancho Villa entre otras películas como una manera de promocionar las agendas sociales del presidente. En un raro ejemplo de censura gubernamental, no se incluyó en la versión final una última escena en que Villa sigue a Tiburcio a su rancho para matarlo. Supuestamente, y aunque la administración de Cárdenas no se inquietó por la desmitificación de Villa, no estaba de acuerdo con la conversión de Tiburcio en mártir y Villa en el villano principal por el efecto que tendría esta escena eliminada.
Financieramente, ¡Vámonos con Pancho Villa! fue una catástrofe. Costó más de un millón de pesos, arruinando a la compañía de producción C.L.A.S.A. antes de que pudieran lanzarla. Aunque se terminó en 1935, no se estrenó hasta el próximo año, después de otro subsidio enorme del gobierno y el lanzamiento de otra película de Fernando de Fuentes, Allá en el Rancho Grande, que tuvo gran éxito.

### Locaciones
Este filme fue realizado en las siguientes locaciones:

- Chihuahua,  México
- Coahuíla,  México
- Guanajuato,  México
- San Luis Potosí,  México

## Recepción crítica
Vámonos con Pancho Villa se estrenó el 31 de diciembre de 1936, en el cine Palacio de la capital mexicana y duró solamente una semana en cines.
 Como la primera instalación de la trilogía revolucionaria de Fernando de Fuentes, El Compadre Mendoza, Vámonos con Pancho Villa no tuvo el mismo éxito comercial que Allá en el Rancho Grande. Las primeras dos películas criticaron mucho a la narrativa popular de la revolución mexicana, pero Allá... se alejó de esta crítica académica en favor de una trama más chistosa y menos controvertida; un cambio que se atribuye a su éxito. ¡Vámonos! está considerada la más objetiva y realista de todas las películas producidas por Fernando de Fuentes. Su tratamiento equilibrado de la Revolución mexicana y también sus talentos técnicos recibieron alabanza por muchos críticos de cine renombrados.  Según el crítico Carl Mora, Vámonos con Pancho Villa es «una película excepcional» que «desmitifica fríamente» la revolución.  En su opinión, esta película es «la última película mexicana que trata honestamente el pasado reciente del país».
Además del contenido de Vámonos con Pancho Villa, la manera de producción influyó mucho en su recepción. El gobierno progresista de Lázaro Cárdenas financió la película y mantuvo gran control sobre la industria cinematográfica en general. Muchos inversores de la cinema mexicana no estaban de acuerdo con la intervención financiera del gobierno en su producción (un patrón que algunos consideraron como socialismo). En un intento de hacer competitiva la industria joven mexicana, el gobierno también mandó que todos los cines mexicanos presentaran un porcentaje mínimo de películas hechas en el país.
A largo plazo, Vámonos con Pancho Villa no influyó demasiado sobre el cine nacional. Después del lanzamiento, surgió en popularidad la “comedia ranchera”, un estilo basado en Allá en el Rancho Grande que durante muchos años fue el más popular entre el público.

## Reparto
- Antonio R. Frausto (Don Tiburcio Maya)
- Domingo Soler (Francisco 'Pancho' Villa)
- Manuel Tamés (Melitón Botello)
- Ramón Vallarino (Miguel Ángel del Toro Becerrillo)
- Carlos López "Chaflán" (Rodrigo Perea)
- Raúl de Anda (Máximo Perea)
- Rafael F. Muñoz (Martín Espinosa)
- Alfonso S. Tello (General Fierro)
- Luis Aragón (Coronel) (sin crédito)
- Gloria Barón (Hija de Tiburcio en la secuencia final) (sin crédito)
- Dolores Camarillo (Doña Lupe Maya, esposa de Tiburcio) (sin crédito)
- Miguel M. Delgado (Doctor) (sin crédito)
- Esperanza Gómez (Esposa de Tiburcio en la secuencia final) (sin crédito)
- Max Langler (El flaco) (sin crédito)
- Paco Martínez (General huertista) (sin crédito)
- Jesús Melgarejo (Soldado) (sin crédito)
- Silvestre Revueltas (Pianista en el bar) (sin crédito)
- Pepe del Río (Pedrito Maya, hijo de Tiburcio) (sin crédito)
- Consuelo Segarra (Viejecita haciendo pan) (sin crédito)
- Pedro Valenzuela (Soldado) (sin crédito)
- David Valle González (Chon) (sin crédito)

## Comentarios
Mientras el libro escrito por Rafael Muñoz presenta la Revolución Mexicana en una luz negativa, la película la pinta en una manera más favorable.[cita requerida] Usó la película la figura del revolucionario Villa para fortificar un sentido de identidad nacional, orgullo, y encajarse a la comunidad mexicana.  También quería la película establecer modelos de conducta que asegurarían armonía social y compensar para ideales insatisfechas de la revolución.
El reconocimiento a este clásico del cine mexicano llegó varias décadas después de su menospreciado estreno. El rodaje se vio plagado de problemas financieros y una enfermedad del director postergó la filmación durante varios meses. Finalmente, la cinta se estrenó el 31 de diciembre de 1936, en el cine Palacio de la capital mexicana y duró solamente una semana en taquilla.
Para entonces, De Fuentes había estrenado el que sería el primer taquillazo del cine mexicano: Allá en el Rancho Grande (1936). La popularidad que alcanzó esta comedia protagonizada por Tito Guízar y Esther Fernández eclipsó en su tiempo al poderoso drama sobre el desencanto de la revolución que es Vámonos con Pancho Villa.
A principios de los sesenta, la crítica y el movimiento cineclubero mexicano rescataron del olvido a Vámonos con Pancho Villa La cinta se convirtió, junto con El compadre Mendoza (1933) del mismo De Fuentes, en el paradigma del mejor cine nacional.
Vámonos con Pancho Villa volvió a ser noticia en 1982, cuando se transmitió por televisión una versión hasta entonces desconocida, que incluía un final en el que Pancho Villa regresa por Tiburcio Maya y le pide que vuelva a combatir en su tropa. Tiburcio se niega para no abandonar a su esposa e hija, pero teniendo en mente que cuando su hijo creciera los dos se unirían a la tropa villista, Villa mata a la mujer e hija de Tiburcio, Nuevamente el protagonista se desencanta con Villa en intenta matarlo, un dorado le dispara en la espalda para que no mate a Villa y se lleva a su pequeño hijo a la revolución. Se ignora si este final fue censurado, o si el propio De Fuentes decidió eliminarlo por encontrarlo innecesario o demasiado cruel. Para el crítico e historiador Emilio García Riera, «la película queda mejor con el final comúnmente visto, un final desencantado que redondea bellamente una obra excepcional del cine mexicano».